# Comano (Włochy)
Comano – miejscowość i gmina we Włoszech, w regionie Toskania, w prowincji Massa-Carrara.
Według danych na rok 2004 gminę zamieszkiwały 793 osoby, 14,7 os./km².